# Fifty Shades Darker
Fifty Shades Darker (Brasil: Cinquenta Tons mais Escuros / Portugal: As Cinquenta Sombras mais Negras) é o segundo livro da Trilogia Cinquenta Tons de Cinza da autora  E. L. James. O livro continua a história do relacionamento sexual conturbado vivido pelos personagens Christian Grey e Anastasia Steele.
Apesar de censurado em alguns estados, o livro vendeu nos primeiros meses após o lançamento em abril de 2012, mais de três milhões de exemplares nos Estados Unidos.